# AS Mont-Dore
AS Mont-Dore là một câu lạc bộ bóng đá Nouvelle-Calédonie thi đấu ở hạng đấu cao nhất, Giải bóng đá hạng nhất quốc gia Nouvelle-Calédonie.
Đội bóng đến từ Le Mont-Dore, một xã ở vùng ngoại ô Nouméa, thủ đô của lãnh thổ thuộc Pháp.

## Thành tích
- Giải bóng đá hạng nhất quốc gia Nouvelle-Calédonie: 4

2002, 2006, 2010, 2011.
- Cúp bóng đá Nouvelle-Calédonie: 3

2006, 2008, 2009.

## Thành tích ở các giải đấu OFC
- Giải bóng đá vô địch các câu lạc bộ châu Đại Dương: 2 lần tham gia

Thành tích tốt nhất: thứ 3 ở Bảng A năm 2007
2007: thứ 3 ở Bảng A
2012: thứ 4 ở Bảng A
Bản mẫu:Giải bóng đá hạng nhất quốc gia Nouvelle-Calédonie